# Цеца 2000
Цеца 2000 е десетият албум на Цеца, издаден през 1999 година от ПГП РТС. Съдържа 11 песни.

## Песни
1. Доказ
2. Опроштајна вечера
3. Црни снег (дует с Аца Лукас)
4. Ја ћу прва
5. Свиће дан
6. Већ виђено
7. Црвено
8. Брат и сестра
9. Вотка са утехом
10. Другарице
11. Ако те она одбије

Текст на всички песни – Лиля Йоргованович и Марина Туцакович. Музика на песни 1,4,6,7,9 - Александър Милич - Мили, музика на песен 2 – Никос Карбелас, музика и аранжимент на песен 3 – Хари Варешанович, музика и аранжимент на песен 5,11 – Милич Вукашинович, музика на песен 6 – Добринко Попич, музика и аранжимент на песен 8 – Ненад Стефанович, музика на песен 10 – Чеда Чворак. Аранжимент на песни 1,4,6,7,8,9 – А.Милич-Мили, Драган Ковачевич и Джордже Янкович, аранжимент на песен 10 – Dream Team (5). Беквокалисти – Джей Рамадановски, Мая Маркович и трио „Пасаж“.

## Видео клипове
1. Доказ
2. Црвено

## Интересно
Сюжетът на клипа към песента Доказ е продължение на сюжета от клипа към песента Иди док си млад от албума Фатална љубав.